# Синд
Синд (Синди: سنڌ, Урду: سندھ) је једна од четири провинције Пакистана и постојбина Синда и других етничких група. Суседна подручја су Белуџистан на западу и северу, Панџаб (Пакистан) на северу, Раџастан (Индија) на истоку и Арапско море и Гуџарат (Индија) на југу. Главни језици синди и урду. Познат под различитим именима у историји, назив за Синд долази од Индоаријаца чије су легенде тврдиле да Река Инд извире из ждрела лава (Синх-ка-баб). На санскриту је провинција добила име Синдху што значи „океан“. Асирци (још у 7. веку п. н. е.) су област познавали под називом Синда, Персијанци као Абисинд, Грци као Синтхус, Римљани као Синдус, Кинези као Синтоу, док су је Арапи прозвали Синд.